# Bernard Suits
Bernard Herbert Suits (ur. 25 listopada 1925 w Detroit, Michigan, Stany Zjednoczone, zm. 5 lutego 2007) – filozof, profesor Uniwersytetu w Waterloo, autor książki Konik Polny. Gry życie i utopia, w której przedstawił oryginalną koncepcję zjawisk ludycznych.